# Goodyera thailandica
Goodyera thailandica är en orkidéart som beskrevs av Gunnar Seidenfaden. Goodyera thailandica ingår i släktet knärötter, och familjen orkidéer. Inga underarter finns listade i Catalogue of Life.